# Dražica
Dražica je naselje v Občini Borovnica.